# Pierrette Vachon-L’Heureux
Pour les articles homonymes, voir Vachon.
Pierrette Vachon-L’Heureux est une linguiste canadienne née à Ottawa. Spécialisée en psychomécanique du langage, la plupart de ses ouvrages ont été publiés par l’Office québécois de la langue française. 

## Formation
- D’abord formée en musique (piano) et en théâtre, Pierrette Vachon-L’Heureux a été comédienne. Par la suite, elle a surtout œuvré à la Société Radio-Canada comme animatrice d'émission d'affaires publiques, de sport et de langue.
- Formée ensuite en littérature comparée, elle fit carrière pendant 10 ans dans l'Administration fédérale.
- L’étude de la linguistique l’a conduit à la psychomécanique du langage. Son mémoire s’intitule : L'antéposition et la postposition de l'adjectif épithète. Essai de psychomécanique du langage.

## Parcours professionnel
- 1960-1968 : agente d'information (diffusion de publications) au Canada
- 1970-1972 : révision française des publications, Galerie nationale du Canada
- 1972-... : Psychomécanicienne du langage, Fonds Gustave-Guillaume, Université Laval
- ...-...[réf. nécessaire] : linguiste et terminographe, Banque de terminologie du Québec (Office québécois de la langue française)

### Stages
- 1980 stage en terminologie, Nations unies
- Année?[réf. nécessaire] stage en terminologie, Cotonou, Bénin, pour l'Agence de coopération culturelle et technique (ACCT) – devenue depuis l’Organisation internationale de la francophonie (OIT)

## Spécialisation
- Recherche fondamentale en science du langage : syntagme nominal, parties de langue, théorie du mot et du vocable, signifié matériel et signifié formel, sémantique lexicale et sémantique grammaticale, terme et terminologisation, visée de puissance et visée d'effet de langue, visée de discours, visée phrastique et morphologie lexicale.
- Recherche appliquée : développement de la morphologie du féminin en français, effets sur le discours de la féminisation, influence de l'anglais sur les lexies et la syntaxe du français québécois, néologie de langue générale et technique sous l'influence de la mode et des changements sociaux, histoire de l'orthographe du français, réformes et changements linguistiques, développement de la lexicographie québécoise, instrumentation de la qualité de la langue, norme dominante, marquage terminologique et lexicographique, critères d'évaluation linguistique du matériel pédagogique, facteurs d'anglicisation en matière de formation professionnelle et technique

## Publications
- Tina Célestin, Gilles Godbout et Pierrette Vachon l'Heureux, Méthodologie de la recherche terminologique ponctuelle. Essai de définition, Québec, Office de la langue française, 1984, 171 pages
- Denys Lessard (rédacteur), avec la collababoration de Noëlle Guilloton et al., Le français quotidien : du personnel de secrétariat, des gestionnaires, des communicateurs et communicatrices, Montréal, Office de la langue française, 1990, xi, 92 pages
- Au féminin. Guide de féminisation des titres de fonction et des textes, Québec, Office québécois de la langue française, 1991
- «Le mot et la partie du discours», dans : Ronald Lowe (éd.), Le système des parties du discours. Sémantique et syntaxe, Québec, Presses de l'Université Laval, 2002, p. 141-154.
- «La systématique des parties du discours», dans : Ronald Lowe (éd.), Le système des parties du discours. Sémantique et syntaxe, Québec, Presses de l'Université Laval, 2002, p. 239-254.
- «Féminisation des titres et des textes», Correspondance, vol. 10, no 2, novembre 2004[2]